# René Dagron

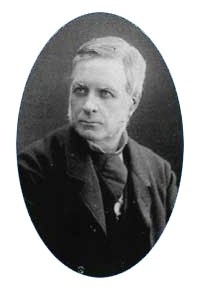
René Dagron

René Prudent Patrice Dagron (* 13. März 1813 in Beauvoir; † 13. Juni 1900 in Paris) war ein französischer Chemiker und Fotograf. Er meldete 1859 das erste Patent für die Erstellung „mikroskopischer Fotografien“ an, d. h. mikroskopisch kleiner Bilder großer Gegenstände, und gilt damit als Erfinder des Mikrofilms.
Dagron kam mit 15 Jahren nach Paris. Dort erlernte er physikalische und chemische Verfahren. Im Folgenden verbesserte er das Kollodium, das nun als wesentlich dünnere Schicht auf Glas aufgebracht werden konnte. Das führte zu klareren und schärferen Negativen. Damit war die Microfotographie erst möglich. Auf diese Erfindung erhielt er 1859 ein Patent. 1860 eröffnete er sein erstes Fotoatelier. In seinem 1864 veröffentlichten Werk „Traité de Photographie Microscopique“ beschreibt er das von ihm entwickelte Verfahren. Im selben Jahr baute er seine erste Dunkelkammer zur professionellen Erstellung „mikroskopischer Fotografien“. Er entwickelte seine Kollodiummasse soweit weiter, dass sie auch ohne Glasträger, als erster flexibler Negativfilm, mit einer Abmessung von 3 × 5 cm, verwendet werden konnte.
Während des Deutsch-Französischen Krieges und der Belagerung von Paris organisiert Dagron die Reproduktion von Nachrichten per Mikrofotografien und den Transport dieser Mikrofotografien per Brieftauben aus der Provinz in das belagerte Paris. René Dagron und sein Mitarbeiter Albert Fernique verließen am 12. November 1870 im Auftrag von Germain Rampont, dem Generaldirektor der Post, Paris mit dem Ballon „Le Nièpce“. An Bord befanden sich die für die Herstellung von Mikrofotografien notwendigen Apparate und Materialien. Ihr Ziel war Clermont-Ferrand. Ihr durch feindlichen Beschuss beschädigter Ballon musste jedoch in der Nähe von Vitry-le-François im Bereich der preußischen Truppen landen. Es gelang Dagron und Fernique, sich durch die preußischen Linien hindurchzuschlagen. Ab 15. Dezember konnten sie mit ihrer Arbeit in Bordeaux beginnen. Nach heutigen Maßeinheiten ließen sich mit einer Mikrofotografie zwischen 12 und 16 DIN A3-Blätter reproduzieren. Eine einzelne Taube konnte bis zu 18 Mikrofotografien, die zusammen weniger als ein Gramm wogen, transportieren. In das belagerte Paris gelangten mit den Brieftauben mehr als 100 000 Nachrichten. Diese Mikrofotografien wurden mit einer Laterna magica vergrößert und die Nachrichten abgeschrieben und an die Empfänger verteilt.

## Veröffentlichungen
- La poste par pigeons voyageurs, 1872
- Traité de photographie microscopique, 1864
- Cylindres photo-microscopiques montés et non montés sur bijoux, 1862